# 3e arrondissement (Parijs)
Het 3e arrondissement is een van de twintig arrondissementen van Parijs, gelegen op de rechteroever (Rive Droite) van de Seine. Het heeft een oppervlakte van 1,17 km² en telt circa 35.000 inwoners. Samen met het 1e, 2e en 4e arrondissement vormt het sinds 2020 de territoriale eenheid (secteur) Paris Centre, waarvan het bestuur gevestigd is in de oude mairie van het 3e arrondissement.

## Wijken
Zoals alle arrondissementen, is ook het 3e opgedeeld in vier wijken (Quartier in het Frans): 
- Quartier des Arts-et-Métiers
- Quartier des Enfants-Rouges
- Quartier des Archives
- Quartier Sainte-Avoye

Het noordelijk deel van de buurt Le Marais ligt in het 3e arrondissement. Het zuidelijk deel ligt in het 4e arrondissement.

## Geschiedenis
De oude Joodse wijk van Parijs, de Pletzl (פלעצל, 'kleine plaats' in het Jiddisch), daterend uit de 13e eeuw, begint in het oostelijke deel van het 3e arrondissement en loopt door tot in het 4e. Het oudste nog bestaande privéhuis in Parijs, gebouwd in 1407, is te vinden op nr. 52 in de Rue de Montmorency in het 3e arrondissement.

## Bezienswaardigheden

### Kerken
- Église Saint-Denys du Saint-Sacrement
- Église Saint-Nicolas-des-Champs
- Église Sainte-Élisabeth

### Musea
- Musée des arts et métiers
- Musée Carnavalet
- Musée Picasso
- Musée des Archives nationales
- Musée d'Art et d'Histoire du Judaïsme

### Overige
- Place des Vosges
- Hôtel de Soubise (stadspaleis)

## Demografische ontwikkeling
| Jaar | Bevolking | Dichtheid      |
| ---- | --------- | -------------- |
| 1861 | 99.116    | 84.642 inw/km² |
| 1962 | 62.680    | 53.527 inw/km² |
| 1968 | 56.252    | 48.038 inw/km² |
| 1975 | 41.706    | 35.616 inw/km² |
| 1982 | 36.094    | 30.823 inw/km² |
| 1990 | 35.102    | 29.976 inw/km² |
| 1999 | 34.248    | 29.247 inw/km² |
| 2009 | 35.655    | 30.474 inw/km² |
| 2013 | 36.380    | 31.067 inw/km² |

- Bibliothèque nationale de France: cb119643090 (data)
- Gemeinsame Normdatei: 4638538-1
- Virtual International Authority File: 152190373
- WorldCat: E39PBJjT3vHwqkX4Vw7t7Xc3wC